# زمین‌لرزه ۲۰۰۰ یون‌نان
زمین‌لرزه یون‌نان در تاریخ ۱۴ ژانویه ۲۰۰۰ میلادی، برابر با ‎۲۴ دی ۱۳۷۸، ساعت ۲۲:۰۹:۰۴ به زمان یوتی‌سی در چین، منطقه یون‌نان رخ داد. ژرفای این زلزله ۱۳٫۶ کیلومتر بود، و بزرگی آن ۵٫۵ در مقیاس Mw اعلام شده‌است. زمین‌لرزه به وقت محلی در روز شنبه، ساعت ۶ روی داده و منطقه زمانی آن یوتی‌سی +۸ بوده‌است.
سازمان زمین‌شناسی آمریکا نیز رومرکز این زمین‌لرزه را در مختصات ۲۵°۳۵′۲۸″شمالی ۱۰۱°۰۹′۵۰″شرقی / ۲۵٫۵۹۱°شمالی ۱۰۱٫۱۶۴°شرقی و ژرفای آنرا در ۳۳ کیلومتر گزارش کرده‌است. بزرگی برگزیدهٔ این سازمان از میان بزرگیهای محاسبه‌شدهٔ مختلف ۵٫۵ در مقیاس Mw بوده و از دید اثر، در میان چهار دسته‌بندی «نامحسوس»، «محسوس»، «زیان‌آور» یا «با تلفات»، زلزله را «نامحسوس» اعلام کرده‌است.
پروژهٔ «تنسور گشتاور مرکزوار» زاویه‌های (راستا، شیب، ریک) گسل سازندهٔ زمین‌لرزه و صفحه عمود بر آنرا (°۲۵، °۷۷، °۲-) یا (°۱۱۶، °۸۸، °۱۶۷-) و نوع گسل را«امتدادلغز» فرارسانده‌است.
شمار کشتگان زلزله حدود ۷ نفر بوده‌است. تعداد زخمیان ۲۵۲۸ نفر برآورده شده‌است. بی‌خانمان شدگان نیز ۹۲۴۷۹ نفر اعلام شده‌است.